# Rust (програмски језик)
 (транскр.  Раст) је вишепарадигматски програмски језик опште намене који наглашава перформансе, безбедност типова и конкурентност. Спроводи безбедност меморије — што значи да све референце упућују на исправну меморију — без сакупљања смећа. Популаран је за системско програмирање.
Године 2006. програмер софтвера Грејдон Хор створио је Rust као лични пројекат док је радио за Mozilla Research. Mozilla је званично спонзорисала пројекат 2009. У годинама након првог стабилног издања у мају 2015, Rust су усвојила предузећа као што су Amazon, Discord, Dropbox, Google (Alphabet), Meta и Microsoft. У децембру 2022. постао је први језик осим C и асемблера који је подржан у развоју језгра Linux-а.
Rust је познат по брзом усвајању, а проучаван је у истраживању теорије програмског језика.